# Viol, la grande peur
Pour plus de détails, voir Fiche technique et Distribution.
Viol, la grande peur est un film français réalisé en 1978 par Peter Knight, pseudonyme de Pierre Chevalier, sorti en 1984.
Frappé d'interdiction totale en France en 1980, il n'obtint son visa d'exploitation que l'année suivante.

## Synopsis
Un rédacteur de journal souhaitant relancer les ventes de son journal se met à publier de façon racoleuse des récits de viols arrivant dans le monde: viol collectif d'une autostoppeuse, viol par des GIs pendant la guerre du Viêt Nam, viol dans les geôles chiliennes du régime de Pinochet..

## Fiche technique
- Titre : Viol, la grande peur
- Réalisation : Pierre Chevalier
- Scénario : Pierre Chevalier et Marius Lesœur
- Photographie : Raymond Heil
- Son : Claude Panier
- Montage : Claude Gros
- Musique : Michel Magne
- Société de production : Eurociné
- Pays d'origine :  France
- Durée : 93 minutes
- Date de sortie : France - 28 novembre 1984

## Distribution
- Monique Gérard
- Joëlle Le Quément
- Brigitte Lahaie
- Lily Baron
- Olivier Mathot
- Henri Lambert